# Apache Pass
Apache Pass, también conocido por su nombre español de Puerto del Dado, es un paso de montaña histórico de Arizona entre la Sierra de las Dos Cabezas y la Sierra de Chiricahua. Con una elevación de 1560 m s. n. m., está a unos 32 km al este de Willcox, en el Condado de Cochise.
El lugar, debido a su importancia como paso cercano a unos manantiales, fue escenario de diversos conflictos, principalmente durante las guerras apaches.

## Puerto del Dado
Cuando los colonizadores españoles llegaron allí, en el siglo XVI, en aquellas tierras ya vivían los chiricahuas. Cruzar aquel puerto y sobrevivir era cuestión de suerte, y de ahí le vino el nombre español.
Los españoles fueron los primeros europeos en explorar la zona y el territorio pasó a formar parte del virreinato de Nueva España. En 1821, México consiguió la independencia, y estas tierras quedaron incluidas en el estado de Sonora. Tras el tratado de Guadalupe Hidalgo (1848) que dio fin a la guerra entre EE. UU. y México, la frontera entre estos dos países cambió sustancialmente, y tras la compra de tierras mexicanas de 1853 el lugar pasó a dominio estadounidense, quedando incluido administrativamente dentro del Territorio de Nuevo México.

## Apache Spring
Unos manantiales, Apache Spring, surgen de una falla al lado del camino, siendo la única fuente de agua segura en muchas millas a la redonda, y fue un lugar frecuentado tanto por aborígenes como por todos aquellos que emigraban hacia el oeste por esta ruta. Para los apaches, este lugar era un cruce de caminos, pues diferentes senderos convergían allí.
Para Cochise, gran jefe chiricahua del siglo XIX, siempre fue un buen lugar para asentar su campamento de invierno y primavera, por lo que solía haber unos cientos de apaches en las cercanías. Y en los días calurosos, al estar más alto, el sitio era más fresco que el terreno desértico que lo rodeaba. Otra gran ventaja del sitio era la abundante caza y leña que había en los alrededores.

## Estación Apache Pass

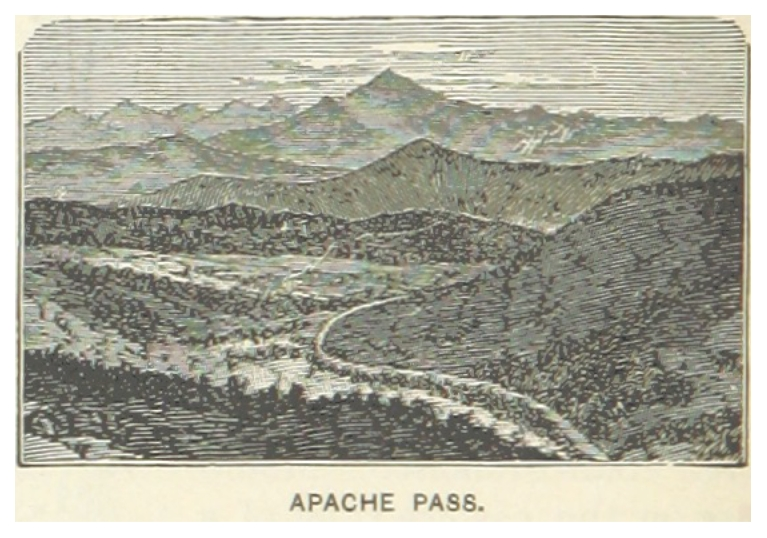
Apache Pass (grabado publicado en 1891).

En 1858, la Butterfield Overland Mail Company inició un servicio de diligencias entre San Luis (Misuri) y San Francisco (California) a través de una ruta que cruzaba Texas y el territorio de Nuevo México, que entonces comprendía el actual estado de Arizona.
Junto al manantial, construyeron una estación donde las diligencias podrían repostar y cambiar los caballos. Era una de las pocas estaciones de toda la ruta construida en piedra, conscientes de la extrema peligrosidad del lugar donde se asentaba.
Apache Pass Station (32°8′56″N 109°26′58″W) estaba originalmente a 35 millas al oeste de Stein's Peak Station en Doubtful Canyon y 49 millas al este de Dragoon Springs Station, sin agua alrededor de la ruta excepto en estas tres estaciones. A finales de 1858 fueron construidas dos nuevas estaciones más cerca de Apache Pass: San Simon Station, junto al río San Simón, 19 millas al este, y Ewell Station, en Ewell Spring, 15 millas al oeste. La creación de esta última estación acortó en nueve millas la ruta entre Apache Pass y Dragoon Springs.

## Incidente Bascom
A finales de enero de 1861, un grupo inidentificado de apaches robó ganado y raptó a un chico, hijastro de un ranchero llamado John Ward. Este denunció que habían sido los chiricahuas, banda de apaches bajo el liderazgo de Cochise, a pesar de que cuando ocurrieron los hechos estaban acampados a más de cien kilómetros del lugar, cerca de Apache Pass.

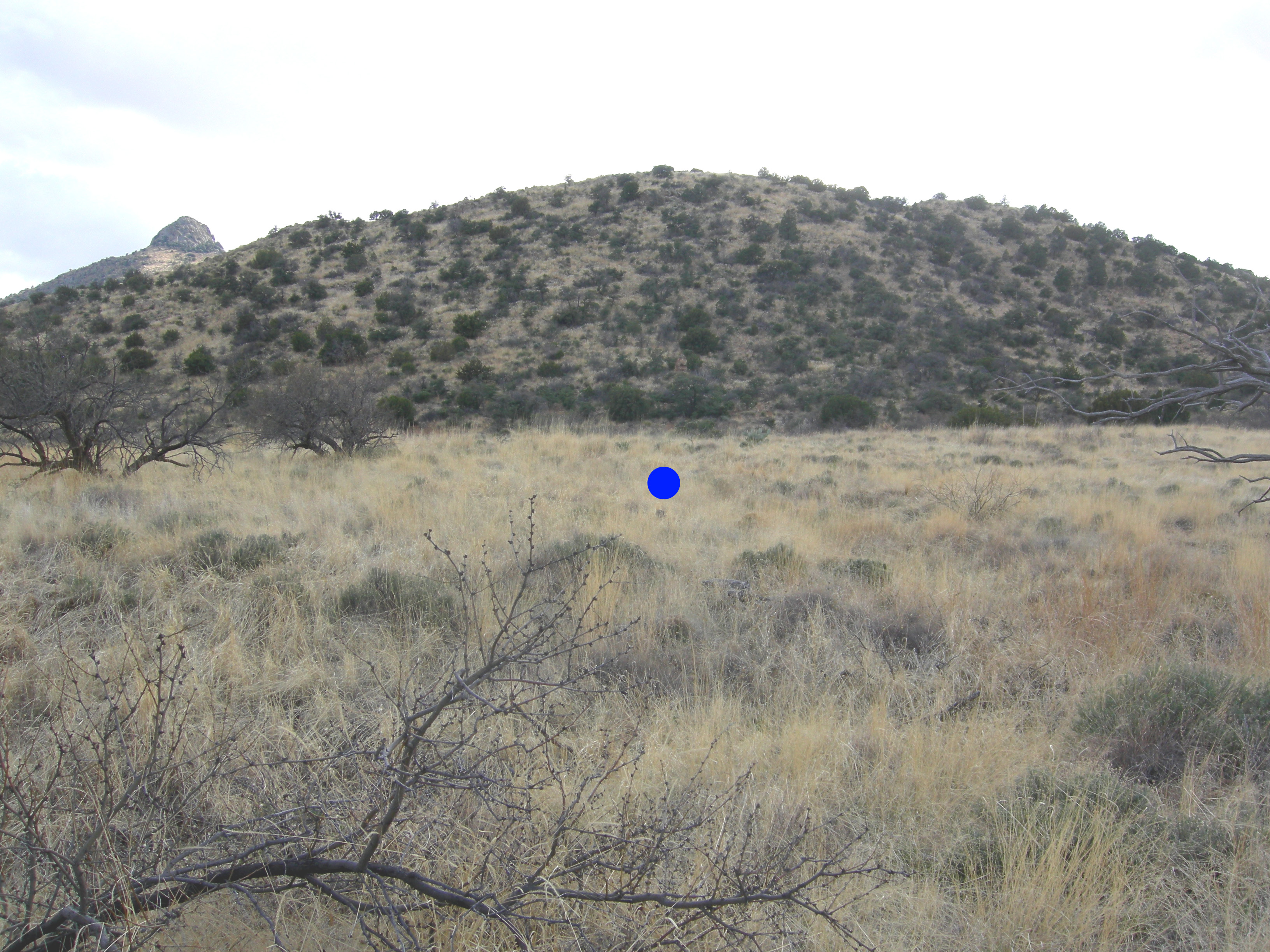
Lugar del encuentro de Cochise y Bascom

Una compañía de cincuenta y cuatro hombres del 7º Cuerpo de Infantería bajo el mando del alférez George Bascom partió de Fort Buchanan a la búsqueda de Cochise y sus hombres. Instalaron un campamento en Siphon Canyon y citaron a Cochise, quien se hizo acompañar exclusivamente de familiares (su mujer, sus dos hijos pequeños, su hermano Coyuntara y dos hijos de este), ya que creía que se trataba de un encuentro para facilitar la convivencia entre indios y blancos. Pero durante la entrevista, Cochise y sus hombres fueron acusados del secuestro en el que ninguna participación habían tenido y se les retuvo siendo instados a que devolviesen al joven raptado y el ganado robado.
Cochise se opuso con violencia al arresto, sacó un cuchillo y rasgando con él la tienda logró huir, quedando sus familiares con los soldados. Tomó rápidamente algunos rehenes, pero su ofrecimiento de intercambio de los cautivos no fue aceptado por el militar, por lo que la respuesta de los nativos fue el cierre de Apache Pass y el asedio a la estación de diligencias donde los militares se habían resguardado. El asunto terminó trágicamente al negarse Bascom nuevamente al intercambio: los rehenes de Cochise (cuatro hombres) fueron ejecutados y, en respuesta, lo fueron asimismo los cautivos adultos de Bascom (el hermano de Cochise, sus dos sobrinos y otros tres indios). Dejaron en libertad a la esposa de Cochise y a sus dos hijos.
Tras este incidente, Cochise y sus hombres se unieron a Mangas Coloradas para luchar contra los estadounidenses, dando así inicio a las guerras apaches.

## Batalla de Apache Pass
En febrero de 1862, durante el transcurso de la Guerra Civil, una pequeña fuerza de voluntarios del ejército confederado (Compañía A Arizona Rangers), bajo el mando del capitán Sherod Hunter, tomó Tucson, en un intento de llegar a California y controlar también el suroeste del país. Pero en California, el coronel James H. Carleton formó una fuerza militar mixta (infantería, caballería, artillería) compuesta por unos 1500 voluntarios: la Columna California. Partiendo de Fuerte Yuma, se dirigieron hacia el este siguiendo la ruta de la Butterfield Overland y entraron en Tucson el 20 de mayo. La encontraron desguarnecida, pues los confederados ya habían marchado ante la gran desigualdad de fuerzas.

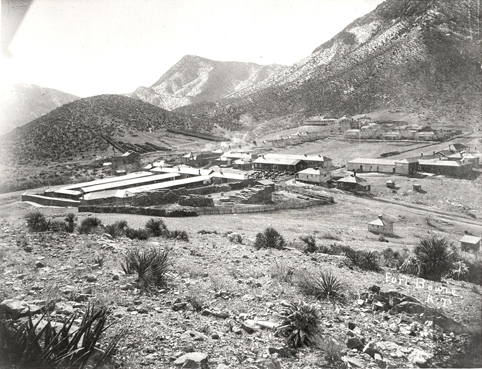
Fort Bowie en 1893

Carleton, recién ascendido a general, envió una fuerza de reconocimiento mandada por el teniente Edward E. Eyre para que se uniera a las tropas de la Unión que bajo el mando del general Canby estaban destacadas en Río Grande. El 25 de junio llegaron a la estación de Apache Pass. Allí, Cochise se reunió con él y posiblemente se enterase de los planes de avance de la columna.
El 10 de julio, una fuerza mayor compuesta por un total de 126 soldados partió de Tucson con el mismo destino e idéntica ruta. El convoy marchaba dividido en dos, con el primer destacamento, bajo el mando del capitán Thomas Roberts, abriendo la marcha y el segundo destacamento, mandado por el capitán Cremony, quedándose en la retaguardia hasta que era avisado de que podía continuar. Así, llegaron hasta Dragon Spring sin incidentes, y Cremony quedó en la estación de adobe que había allí, mientras Roberts marchaba hacia el este, rumbo a Apache Pass.
Poco después del mediodía del 15 de julio, los primeros hombres de la columna mandada por Roberts, compuesta por 94 hombres, llegaba a Apache Pass Station, entonces vacía, mientras que la retaguardia de esta columna era atacada con armas de fuego por los apaches de Cochise, a quienes se les habían unido Mangas Coloradas y sus hombres, formando una fuerza de entre 140 y 160 combatientes. Roberts ordenó ir en ayuda de sus compañeros y logró reagrupar las fuerzas en la estación, mientras que los apaches se parapetaban en las colinas alrededor del manantial. Los hombres se encontraban, tras una marcha de 40 millas, cansados, hambrientos y sedientos. Para ellos era vital conseguir llegar a las fuentes de agua, por lo que el capitán Roberts dispuso un plan para salir y llegar hasta ellas, unos quinientos metros cañón arriba.

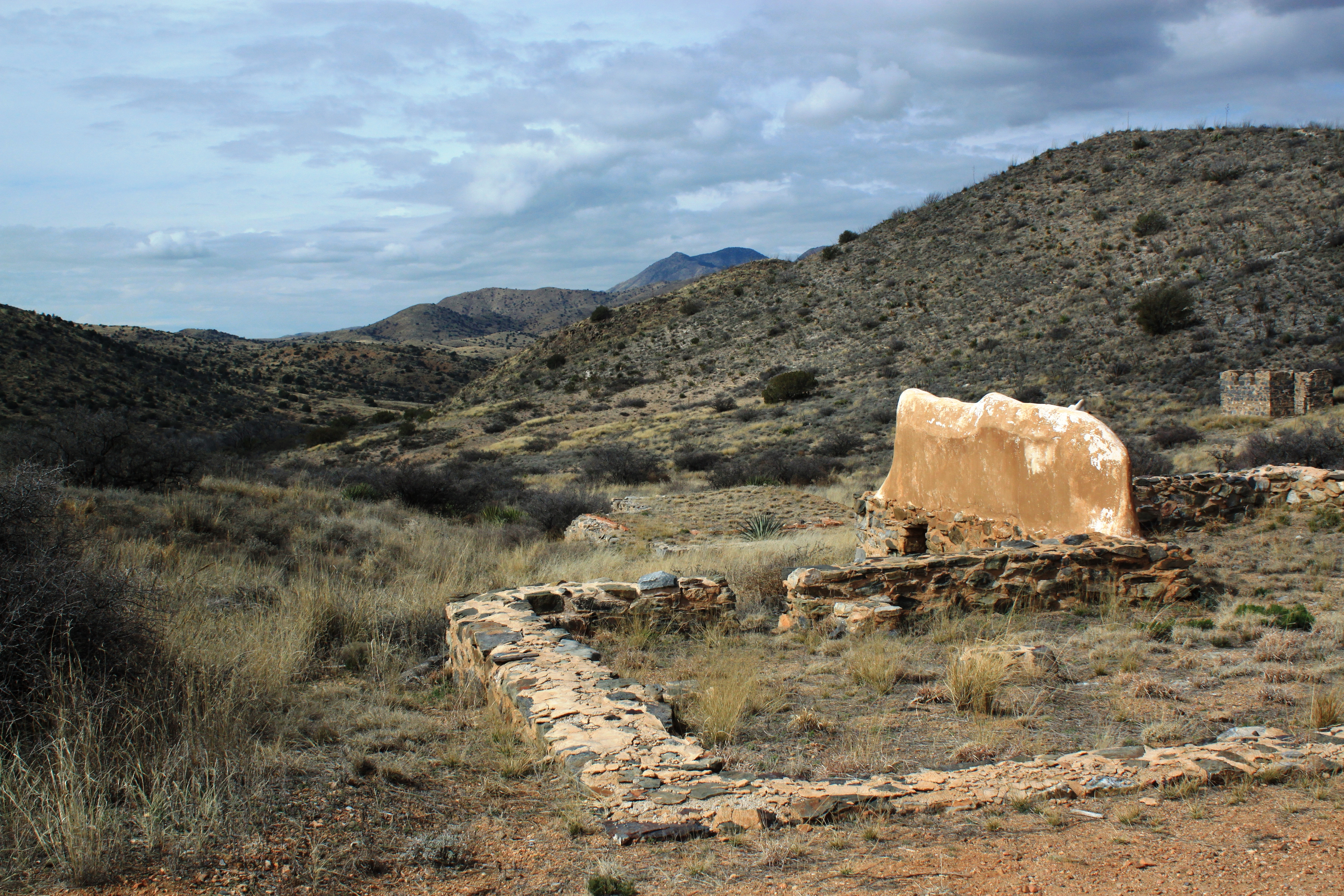
Fort Bowie 2015

Gracias al uso de artillería pesada contra los apaches, nada acostumbrados a este tipo de ataques, el avance de los soldados logró echar a los indios de sus posiciones. Tras más de cuatro horas de lucha, los soldados tuvieron acceso al agua.
Roberts envió a seis de sus hombres en busca del destacamento de Cremony para informarle de los acontecimientos y que esperase a que llegara una guarnición de infantería, para seguir su camino hasta Apache Station. Este movimiento fue advertido por una partida de unos 15 apaches que abrieron fuego contra ellos. En el intercambio de disparos, Mangas Coloradas fue gravemente herido y sus hombres cargaron con él y se lo llevaron, cesando de este modo el ataque.
Cuando Roberts se unió al destacamento de Cremony, este avanzó hasta la estación de Apache Pass, llegando a ella a mediodía del 16 de julio. Los apaches habían vuelto a ocupar posiciones alrededor de Apache Spring y plantaron cara de nuevo a los soldados, pero al ver otra vez los obuses, marcharon resignados. Eso supuso el fin de la batalla de Apache Pass.

## Fort Bowie

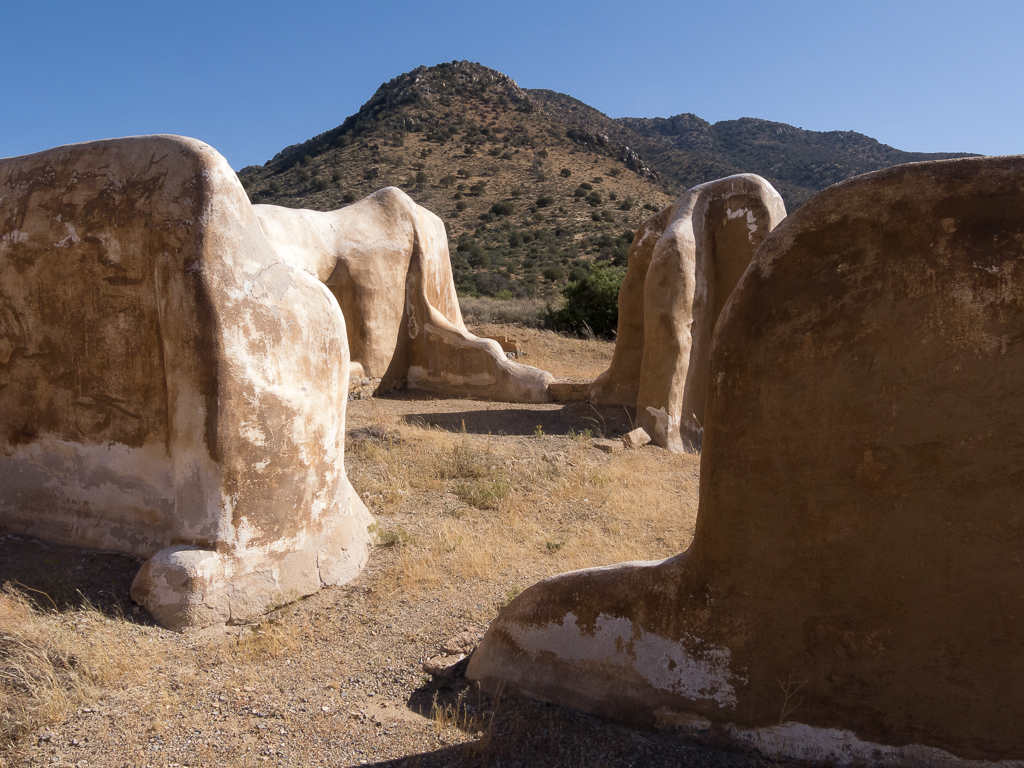
Fort Bowie

La necesidad de controlar el paso, debido a su importancia estratégica y su peligrosidad, llevó al general Carleton a ordenar la construcción de un fuerte militar en aquel lugar. Allí se estableció el 5º Regimiento de Infantería de los Voluntarios de California, cuyo comandante en jefe, George W. Bowie, dio nombre al puesto.
Durante las guerras apaches, el fuerte se convirtió en cuartel general en la lucha contra los indios. Tras la rendición de Gerónimo en 1886, el fuerte perdió su importancia y fue abandonado en 1894.
En 1964, Fort Bowie fue declarado Monumento Histórico Nacional, con protección al sitio Histórico: lo que queda de las fortificaciones, el cementerio y el campo de batalla.